# Brachymyrmex tristis
Brachymyrmex tristis é uma espécie de inseto do gênero Brachymyrmex, pertencente à família Formicidae.